# Ribonukleáz
A ribonukleáz (rövidítve RNáz) egy olyan nukleázfajta, amely katalizálja az RNS kisebb komponensekké történő degradációját. A ribonukleázok feloszthatók endoribonukleázokra és exoribonukleázokra, EC 2.7 (a foszforolitikus enzimek esetében) és EC 3.1 (a hidrolitikus enzimek esetében) enzimcsoportokba tartoznak.

## Funkció
A legtöbb vizsgált organizmus több különböző RNázt tartalmaz, ami arra enged következtetni, hogy az RNS lebomlása nagyon ősi és fontos folyamat. A már nem szükséges sejtes RNS tisztítása mellett az RNázok kulcsszerepet játszanak az összes RNS-molekula érlelésében, mind a hírvivő RNS-ek, amelyek fehérjék előállításához szükséges genetikai anyagot hordoznak, mind a nem kódoló RNS-ek, amelyek különböző sejtes folyamatokban játszanak szerepet. Ezenkívül elsősorban az aktív RNS-lebontási rendszerek jelentik a védelmet az RNS-vírusok ellen, (például SARS-CoV 2) és ezek biztosítják a bonyolultabb sejtes immunstratégiák, például az RNSi mögöttes mechanizmusát.
Néhány sejt rengeteg RNáz-t termel, például az A és a T1 RNázokat. Az RNázok ezért rendkívül gyakoriak, ami nagyon rövid élettartamot eredményez minden olyan RNS részére, amely nincs védett környezetben. Érdemes megjegyezni, hogy az összes intracelluláris RNS megvédése az RNáz-aktivitástól lehetséges természetes módon is, ideértve az 5'-végzárást, a 3'-végi poliadenilezést és az RNS-fehérjekomplexum (ribonukleoprotein- részecske) behajtását.
A védelem másik módját a ribonukleáz inhibitorok (RI-k) szolgálják, amelyek egyes sejttípusokban viszonylag nagy mennyiségű (~ 0,1%) sejtfehérjét tartalmaznak. Az RI-RNáz komplex disszociációs állandója fiziológiai körülmények között ~ 20 fM. Ribonukleáz inhibitorokat a legtöbb RNS-t vizsgáló laboratóriumban használják, hogy megvédjék RNS tartalmú mintáikat a környezeti RNázok általi degradációtól.
A restrikciós enzimekhez hasonlóan, amelyek a DNS-t egy specifikus szekvenciájánál vágják el, a közelmúltban számos olyan endoribonukleázt azonosítottak, amelyek felismerik és elvágják az RNS specifikus szekvenciáit.
Az RNázok fontos szerepet játszanak számos biológiai eljárásban, mint például az angiogenezis. A prokarióta toxin-antitoxin rendszerek számos stressz-válasz toxinjáról kimutatták, hogy RNáz-aktivitással és homológiával rendelkeznek.

## Osztályozás

### Az endoribonukleázok fő típusai

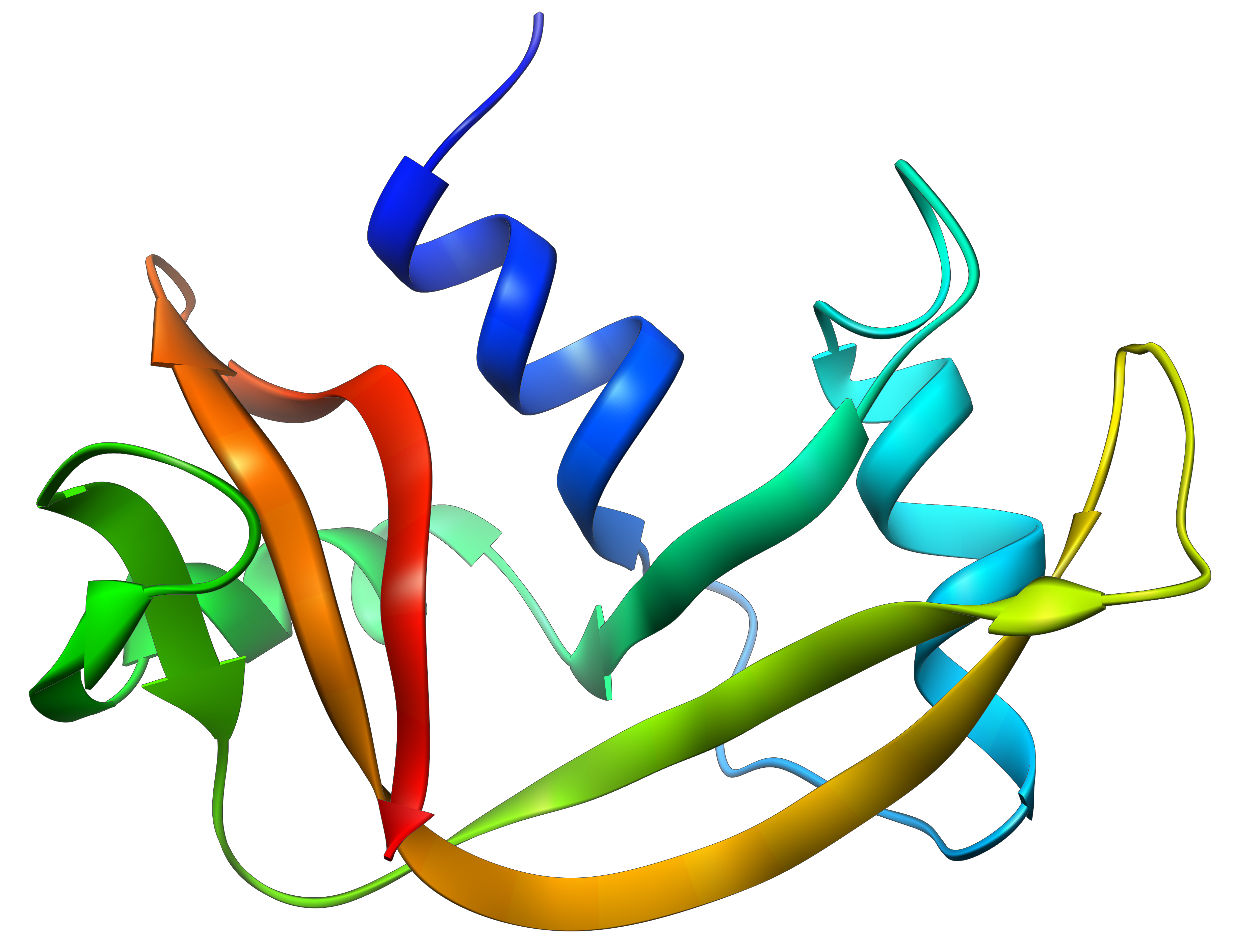
Az RNáz A szerkezete

- EC 3.1.27.5: Az RNáz A egy RNáz, amelyet kutatások során gyakran használnak. Az RNáz A (pl. szarvasmarha hasnyálmirigy ribonukleáz A: PDB : 2AAS) az egyik legellenállóbb enzim, amivel laboratóriumi felhasználás során találkozhatunk; izolálásának egyik módszere a nyers sejtkivonat melegítése, addig amíg az összes enzim denaturálódik.[4][5]
- EC 3.1.26.4: Az RNáz H egy ribonukleáz, amely hasítja az RNS-t egy DNS/RNS duplexben ssDNS termeléséhez. Az RNáz H egy nem specifikus endonukleáz, és a hidrolitikus mechanizmus alapján katalizálja az RNS hasítását; a folyamatot egy enzimhez kötött kétértékű fémion segíti. Az RNáz H 5'-foszforilezett komponenst hagy maga után.[6]
- EC 3.1.26.3: Az RNáz III egy olyan ribonukleáztípus, amely hasítja az rRNS-t. Emellett emészti az (dsRNS)-Dicer családba tartozó RNS-ek részlegesen kettős szálát: egy elő-miRNS-t (60–70 bp hosszú) egy adott helyen elhasít és átalakít a miRNS-sé (22–30 bp), amely aktívan részt vesz a transzkripció szabályozásában.
- EC-szám: 3.1.26.?: Az RNáz L egy interferon által indukált nukleáz, amely aktiválódásakor a sejtben lévő összes RNS-t elpusztítja
- EC 3.1.26.5: Az RNáz P a ribonukleázok egy olyan típusa, amely egyedülálló abban az értelemben, hogy egy ribozim-ribonukleinsav, amely ugyanúgy katalizátorként működik, mint egy enzim. Az egyik funkciója egy vezetőszekvencia leválasztása az egyszálú elő-tRNS 5' végéről. Az RNáz P a két ismert, többszörös forgalmú ribozim jellegű RNázok egyike (a másik a riboszóma). A baktériumokban az RNáz P felelős a holoenzimek katalitikus aktivitásáért is, amelyek egy apoenzimből állnak, mely koenzimmel kombinálva aktív enzimrendszert alkot, és meghatározza ennek a rendszernek a szubsztrátra való specifitását. Nemrégiben felfedezték az RNáz P olyan formáját is, amely fehérje és nem tartalmaz RNS-t.[7]
- EK-szám 3.1.?: Az RNáz PhyM egy egyszálú RNS-ekre specifikus szekvencia. Hasítja a párosítatlan Adenine és Uracil maradékok 3'-végét.
- EC 3.1.27.3: Az RNáz T1 egy egyszálú RNS-ekre specifikus szekvencia. Hasítja a párosítatlan Guanine-maradékok 3'-végét.
- EC 3.1.27.1: Az RNáz T2 egy egyszálú RNS-ekre specifikus szekvencia. Hasítja mind a 4 maradék (C, G, A, U) 3'-végét, de elsősorban az Adenine 3'-végét.
- EC 3.1.27.4: Az RNáz U2 egy egyszálú RNS-ekre specifikus szekvencia. Hasítja a párosítatlan Adenine-maradékok 3'-végét.
- EC 3.1.27.8: Az RNáz V specifikus a poliadenin és a poliuridin RNS-re. Nem összekeverendő a RNáz V1-el ami a Kaszpi-kobrában (Naja oxiana) található meg.
- EC 3.1.26.12: Az RNáz E egy növényi eredetű ribonukleáz, amely megteremti a baktériumok SOS válaszaihoz szükséges anyagokat a DNS károsodásának eredményéül, hogy az SOS mechanizmust aktiválja. Ezen mechanizmus transzkripciós úton elnyomja a megfelelő géneket, ami a sejtosztódás leállításához, valamint a DNS helyreállításának megkezdéséhez vezet.[8]
- EC 3.1.26.-: RNáz G Részt vesz az 5s rRNS 16'-végének feldolgozásában. A kromoszóma szétválasztásával és a sejtosztódással függ össze. A citoplazmatikus axiális szálkötegek egyik komponensének tekintik. Felmerültek elméletek azzal kapcsolatban is, hogy szabályozni tudja ennek a szerkezetnek a kialakulását.[9]

### Az exoribonukleázok főbb típusai
- EK-szám EC 2.7.7.8: A polinukleotid-foszforiláz (PNPáz) exonukleázként működik.
- EK-szám EC 2.7.7.56: Az RNáz PH exonukleázként, valamint nukleotidil-transzferázként funkcionál.
- EK-szám 3.1.?: Az RNáz R az RNáz II közeli homológja, de az RNáz II-vel ellentétben szekunder struktúrákkal képes lebontani az RNS-t kiegészítő tényezők nélkül.
- EK-szám EC 3.1.13.5: Az RNáz D részt vesz az elő-tRNS-ekfeldolgozásában.
- EK-szám 3.1.?: Az RNáz T számos stabil RNS 3'-5' érlelésének fő hozzájárulója.
- EC 3.1.13.3: Az oligoribonukleáz rövid oligonukleotidokat mononukleotidokká bont le.
- EC 3.1.11.1: Az exoribonukleáz I lebontja az egyszálú RNS-t 5'-ról 3'-ra, csak eukariótákban létezik.
- EC 3.1.13.1: Az exoribonukleáz II közeli homológja a exoribonukleáz I-nek.

## RNáz-specifitás
Az aktív hely egy hasadékvölgyhöz hasonlít, ahol az összes aktív hely maradványa létrehozza a völgy oldalait és alját. A hasadék nagyon vékony, és a kicsi szubsztrátum tökéletesen illeszkedik az aktív hely közepére, ami tökéletes interakciót tesz lehetővé a maradékokkal. Valójában, az aktív hely rendelkezik egy kis görbülettel, azonossal a szubsztrátéhoz. Bár általában az exo- és endoribonukleázok többsége nem szekvenálódik specifikusan, a közelmúltban a DNS-t natív módon felismerő és vágó CRISPR/Cas rendszert úgy fejlesztették, hogy az ssRNS-t szekvencia-specifikus módon hasítsa.

## Az RNáz szennyezése az RNS-extrakció során
Az RNS kivonását molekuláris biológiai kísérletekben nagymértékben bonyolítják az RNS-mintákat degradáló mindenütt jelenlévő és szívós ribonukleázok (RNázok). Bizonyos RNázok rendkívül szívósak lehetnek, és inaktiválásuk nehéz a DNázokéhoz képest. A felszabaduló sejtes RNázok mellett számos más RNáz is jelen van a környezetben. Az RNázok számos extracelluláris funkcióval is rendelkeznek különböző organizmusokban. Például az RNáz 7, az RNáz A szupercsalád tagja az emberi bőr által választódik ki, és hatékony antipatogén-védekezésként szolgál. Ezekben a szekretált RNázokban az enzimatikus RNáz aktivitás nem is szükséges az új, exaptált funkciójának ellátásához. Például az immun RNázok úgy gyakorolnak hatást a baktériumokra, hogy destabilizálják azok sejtmembránjait.

## Fordítás
Ez a szócikk részben vagy egészben  a   Ribonuclease című angol Wikipédia-szócikk ezen változatának fordításán alapul.  Az eredeti cikk szerkesztőit annak laptörténete sorolja fel. Ez a jelzés csupán a megfogalmazás eredetét és a szerzői jogokat jelzi, nem szolgál a cikkben szereplő információk forrásmegjelöléseként.